# Raite
La raite è un minerale.